# Sergia foresti
Sergia foresti is een tienpotigensoort uit de familie van de Sergestidae. De wetenschappelijke naam van de soort is voor het eerst geldig gepubliceerd in 2008 door Kensley & Judkins.